# هیرو شیمونو
هیرو شیمونو (انگلیسی: Hiro Shimono; ۲۱ آوریل ۱۹۸۰ – ) صداپیشه، و خواننده اهل ژاپن بود.